# Bergarn
Bergarn ist ein Weiler der Gemeinde Bockhorn im Landkreis Erding in Oberbayern.

## Geografie
Der Weiler liegt einen Kilometer südöstlich von Bockhorn an der Kreisstraße ED 27. Unweit des Ortes vereinigt sich der Haselbach mit einem namenlosen Bach aus südlicher Richtung zum Hochbach, einem Zufluss der Strogen.
Etwa 800 Meter südöstlich von Bergarn befinden sich zwei Grabhügel mit den Aktennummern D 1-7638-0002 und D-1-7638-0003.